# Victor de Bourmont
Pour les articles homonymes, voir Bourmont.
Victor de Ghaisne de Bourmont est un officier français collaborationniste, membre de la milice française, puis de la Division SS Charlemagne né en 1907 à Pontivy et porté disparu le 5 mars 1945 en Poméranie près de Kolberg (Körlin).

## Biographie

### Famille
Victor de Ghaisne de Bourmont descend du maréchal de Bourmont (1773-1846), commandant de l'expédition d'Alger, ministre de la Guerre et d'une ancienne famille noble de Bretagne encore subsistante.   
Il est le fils de Henri de Ghaisne de Bourmont (1881-1977), colonel de cavalerie, et de Marie de Ghaisne de Bourmont, cousine au deuxième degré. Son père, saint-cyrien, capitaine au début de la guerre de 14-18 au 160e régiment d'infanterie, puis en 1917, chef d'escadron, est fait chevalier de la Légion d'Honneur et reçoit la croix de Guerre 14-18. Lors de ce conflit, quatre oncles de Victor sont morts pour la France.
Après la guerre, en 1920, Victor apprit à connaître l'Allemagne, lorsque son père fut affecté à l'Armée d'occupation du Rhin. Il vécut à Landau (1921), et à Recklinghausen (1924). La famille resta dix ans en Allemagne, et ne revint en Bretagne qu'en 1930.
Il est l'aîné de neuf frères et sœurs, et se marie en 1938 à Blanche Duprat de Mézailles qui lui donne un fils et trois filles.

### Carrière
Saint-cyrien, Victor de Bourmont est dans les années 1930 lieutenant dans les tirailleurs, en Tunisie. Pendant la Seconde Guerre mondiale, il participe à la campagne de France.
Durant l'occupation de la France par l'Allemagne nazie, Il rejoint la Milice française, force supplétive de la Gestapo  créée en 1943. Il en devient le chef à Lyon (ayant Paul Touvier sous ses ordres), puis rejoint la Division SS Charlemagne en 1944. Il est promu Hauptsturmführer et commande à ce titre le 57e régiment d'infanterie de la division qui s'oppose sur le front de l'est à l'Armée rouge. Il a sous ses ordres, entre autres, Henri Fenet. Le 57e régiment est intégré dans la 32e division d'infanterie allemande qui est commandée en 1944-1945 par le lieutenant général Hans Boeckh-Behrens.
Victor de Bourmont disparaît le 5 mars 1945 lors de l'écrasement du régiment de réserve de la division Charlemagne dans la plaine de Belgard. 
Il est condamné à mort par contumace en 1946.
Il laisse derrière lui, à sa mort quatre enfants en bas âge.
Pendant ce deuxième conflit, Victor perd un cousin Bourmont mort pour la France en 1940 et quatre seront officiers, dont une croix de guerre et une médaille de la Résistance.[réf. nécessaire]